# 洛孔维尔
洛孔维尔（法語：Loconville，法語發音：[lɔkɔ̃vil]）是法国瓦兹省的一个市镇，属于博韦区。

## 地理
洛孔维尔（49°15'21"N, 1°55'7"E）面积5.53 平方千米，位于法国上法蘭西大區瓦兹省，该省份为法国北部内陆省份，北起索姆省，西接厄尔省和滨海塞纳省，南至塞纳-马恩省和瓦兹河谷省，东临埃纳省。
与洛孔维尔接壤的市镇（或旧市镇、城区）包括：韦克桑地区肖蒙、费莱塞唐、利扬库尔圣皮埃尔、韦克桑地区拉科尔讷。

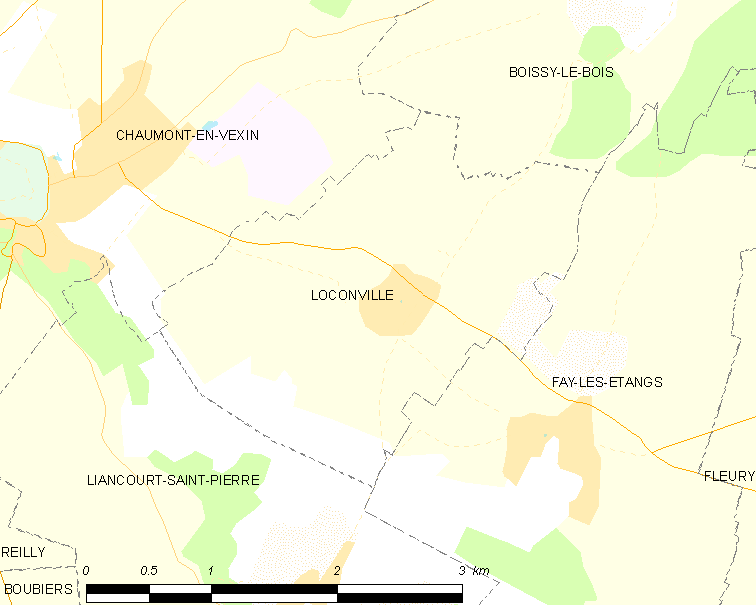
洛孔维尔的OSM定位图

洛孔维尔的时区为UTC+01:00、UTC+02:00（夏令时）。

## 行政
洛孔维尔的邮政编码为60240，INSEE市镇编码为60367。

## 政治
洛孔维尔所属的省级选区为韦克桑地区肖蒙县。

## 人口

1962-2008年间洛孔维尔人口变化图示

洛孔维尔于2022年1月1日时的人口数量为331人。